# Grupo ERSA
Grupo ERSA, aussi connu sous le nom d'Empresa Romero SA, est un groupe commercial argentin composé d'entreprises de transports en commun, de fret et de collecte de déchets, dont le siège social se trouve dans la ville de Corrientes, située dans la province homonyme. Grupo ERSA est présent dans 6 provinces argentines et dans la ville de Buenos Aires. 

## Histoire
La société a été fondée en 1963 par Ramón Mario Romero dans le but de fournir des services urbains de transport en commun dans la ville de Corrientes. Des années plus tard, elle a commencé à exploiter des services longue distance, d'abord avec des services touristiques puis, en 1992, avec le service Resistencia - Buenos Aires,.
En 2008, ERSA a créé la société TECSA (Transporte Ersa Cargas SA), spécialisée dans le transport de marchandises. En 2009, le groupe a commencé à exploiter des services provinciaux de longue distance dans la province de Corrientes. En outre, la même année, ERSA a acquis les entreprises La Victoria (qui exploite le transport urbain à Paraná sous le nom d'ERSA Urbano Paraná depuis 2010) et Fluviales del Litoral (qui exploite la ligne interprovinciale 906),. La même année, ERSA Urbano reprend 4 lignes de bus (1, 3, 9 et 15) qui appartenaient à l'entreprise 7 de Marzo.
En 2011, ERSA acquiert Rentar (franchise Avis), spécialisée dans la location de véhicules, et crée la société LUSA (Logística Urbana SA), spécialisée dans la collecte de déchets dans les villes de Corrientes et Córdoba.
Le 10 juillet 2012, ERSA Urbano acquiert le transport urbain dans la ville de Saladas, province de Corrientes. Le 31 mars 2015, le maire de Saladas, Omar Herrero, annonce l'arrivée de transports en commun d'ERSA pour le 15 avril 2015. En novembre 2015, ERSA continuait d'exploiter le service. Fin 2012, le gouvernement de la province de Córdoba lance un appel d'offres pour l'exploitation de la gare routière de Córdoba. Deux soumissionnaires ont été présentés : Complejo Terminal de Ómnibus SA (CTOC) et Terminales Cordobesas (dont Tarje Bus était inscrit comme membre du partenariat). Initialement, elle avait été pré-attribuée à Terminales Cordobesas ; cependant, elle a été déclarée abandonnée car CTOC ne démontrait aucune solvabilité suffisante pour faire face à l'investissement qu'elle avait proposée.
Au début de 2016, ERSA se présente comme l'une des entreprises (avec La Nueva Metropol et La Cabaña) pour gérer les lignes qui appartenaient à Consultores Asociados Ecotrans, une filiale de Grupo Plaza qui contrôlait ce qui appartenait à l'ancienne Transportes del Oeste, en reprenant les lignes 153, 253 et 321 et exploiter avec La Nueva Metropol la ligne communale 503 de Merlo. En septembre, Autobuses Córdoba (AUCOR), une société issue d'Autobuses Santa Fe créée la même année, annonce la prise en charge par ERSA de la gestion opérationnelle de la nouvelle société à partir du 1er octobre,,.